# 해안포

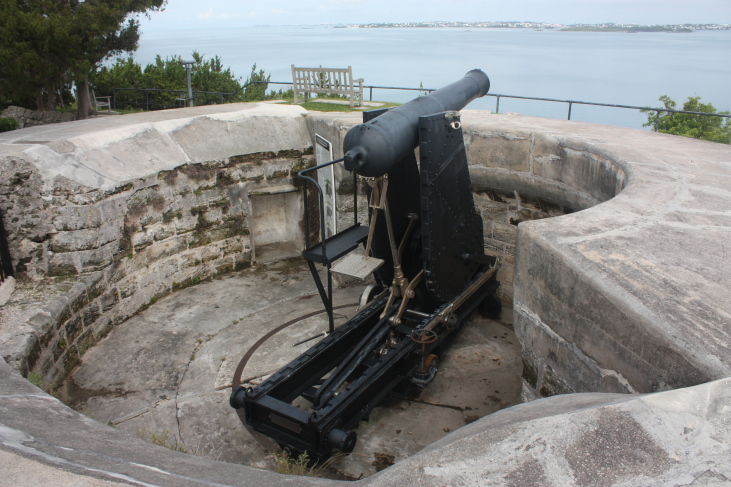

해안포(海岸砲, coastal artillery)는 해안요새에 설치된 대함 대포 또는 고정 포대이다. 요새포의 일종이며, 16세기에서 20세기 중반까지 활용되었다. 그 역할을 지대함 미사일과 육전과 겸할 수 있는 기동력이 높은 자주포에 양보했지만, 21세기에도 북한과 같은 일부 국가들은 동굴 진지 등에 고정하는 견인식 해안포를 배치하고 있다.

## 역사
대포를 해안포로 활용한 것은 16세기 유럽에서 시작되었다. 유럽 본토와 식민지의 항만 방어를 위해 요새를 건설하고 그곳에 해안포를 정착하여, 적대국의 선박을 견제 또는 격퇴했다. 해안포는 미국이나 일본 등에도 확산되었고, 공격 대상이되는 함선의 방어력이 높아지자 해안포도 점점 대구경화되었다. 쓰시마 요새 등에서는 전함의 주포에 대비하여 400mm 포를 설치했다.
목표가 되는 함포 사격과 비교할 때 육상 요새 · 진지 내에 설치되기 때문에 방어에 유리하고, 흔들림이 없어 조준 기선이 길어지기 때문에 조준과 포격 정확도가 높아진다. 사격 지휘소와 탄약고를 포에서 더 떨어진 곳에 여러군데 설치해서 생존성 향상도 바랄 수 있다. 제1차 세계 대전의 갈리폴리 전투에서 오스만 제국이 해안 포대와 기뢰를 병용하여 영국과 프랑스의 전함을 격침, 파괴시킨 바 있다.
제2차 세계 대전의 서전에서 노르웨이는 해안포와 그 변종이라고도 할 수 있는 육상에서 발사하는 어뢰로 의해 독일의 순양함 블루샤를 격침시켜 정부와 왕실의 수도 탈출을 위한 시간을 벌었다. 그러나 노르웨이 전역 점령은 막지 못했다. 세계 대전이 격화되자 각국은 대서양의 벽으로 대표되는 해안 방어 시설을 강화했다. 노르망디 상륙 작전을 펼칠 때 해안포가 사용되었지만, 전국에 기여하는 바는 적었다. 이것은 대양을 건너 침공을 하는 함대가 규모가 커졌고, 그것을 지원하는 전함의 방어력과 함포 위력이 향상되었으며, 게다가 항공기가 따라가 정찰과 폭격을 하며 해안포의 효과가 상대적으로 떨어졌기 때문이다.
제2차 세계 대전 후 각국 모두 연안 방어에 항공기와 미사일, 자주포를 중심으로 하게 되었고, 대소련 방어에 해안포를 중시해 온 북유럽의 일부 국가에서도 대함 미사일로 전환이 진행되고 있다.
일본에서도 연안 방어 수단으로 에도 시대 말기부터 의식하게 되어, 각지에 다이바(포대)가 만들어진 대포가 설치되었다. 메이지 중기 이후에는 도쿄만 요새와 쓰시마 요새 등 항만 방비와 해협 봉쇄 목적의 요새가 건설되어 대함 무기로 해안포가 설치되었다. 이러한 해안 요새, 해안포는 일본 제국 육군에 의해 운용되었고 제2차 세계 대전 중에도 유지되었지만, 잠수함, 항공기에는 영향이 없고 패전과 함께 해체되었다. 자위대는 해안포를 운용하고 있지 않고, 지대함 미사일 연대를 보유하고 있다.
미국에서는 해안포 시스템의 개발은 1794년부터 미국 육군에 의해 시작되었다. 제2차 세계 대전 중에도 운용되었으나, 추축국의 함선이 그 사정에 들어갈 수 없었기 때문에 그다지 내세울 전과는 없었다. 북유럽 국가와 소련, 독일에서 해안포는 해군의 관할이었다.

## 같이 보기
- 대포
- 대함탄도미사일